# A. J. Price
Anthony Jordan Price (Orange, Nueva Jersey, 7 de octubre de 1986), más conocido como A. J. Price, es un exjugador de baloncesto estadounidense que disputó seis temporadas en la NBA, y terminó su carrera en la liga china. Con 1,88 metros de altura, jugaba en la posición de base. Es el hijo del exjugador de la NBA Tony Price.

## Trayectoria deportiva

### Universidad
Price fue reclutado por los Huskies de la Universidad de Connecticut, pero nada más llegar al equipo sufrió un derrame cerebral causado por una malformación arteriovenosa que arrastraba desde su nacimiento, que le tuvo apartado de las canchas durante 14 meses, llegando incluso a temerse por su vida. Tras recuperarse, jugó tres temporadas con los Huskies, en las que promedió 13,0 puntos, 4,7 asistencias y 3,3 rebotes por partido.
En 2008, en su temporada junior, fue finalista en los prestigiosos premios John R. Wooden Award y Oscar Robertson Trophy, siendo elegido en el mejor quinteto de la Big East Conference tras anotar más de 20 puntos en 10 ocasiones y liderar a su equipo en asistencias, promediando 5,8 por partido.
Su récord de anotación lo consiguió el 25 de febrero de 2009 ante la Universidad de Marquette, al lograr 36 puntos, con 8 de 13 tiros de 3 puntos conseguidos, a lo que añadió 6 rebotes y 6 asistencias, en un partido en el que los Huskies vencieron por 93 a 82.

### Profesional

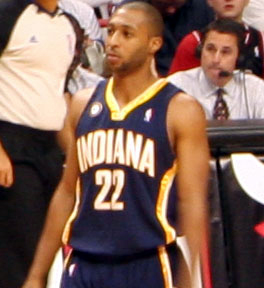
Price con los Pacers en 2009.

Fue elegido en la quincuagésimo segunda posición del Draft de la NBA de 2009 por Indiana Pacers, con quienes firmó contrato en septiembre de 2009. Comenzó la temporada como tercer base del equipo, tras T.J. Ford y Earl Watson, pero desde el mes de diciembre, tanto Watson como él han desbancado a Ford en el puesto, siendo en la actualidad la segunda opción, jugando algo más de 20 minutos por partido.
En julio de 2012, firmó con los Washington Wizards.
El 30 de septiembre de 2013, Price firmó con Minnesota Timberwolves, aunque fue cortado por el equipo el 3 de abril de 2014.
El 26 de septiembre de 2014, firmó un contrato para jugar con los Cleveland Cavaliers, pero fue despedido el 1 de noviembre de 2014, sin lograr disputar ningún partido de la temporada regular con los Cavs.
El 6 de noviembre de 2014, firmó un acuerdo para jugar con los Indiana Pacers. Indiana utilizó una excepción concedida por la NBA por consecuencia de las numerosas lesiones que rodeaban al equipo, la cual permitió tener 16 jugadores en su plantilla, uno más que del límite permitido, ya que la liga sólo permite 15 jugadores. Tras 28 partidos disputados, Price fue cortado por los Pacers el 28 de noviembre de 2014. Dos días más tarde, fue reclamado de los despedidos por los Cleveland Cavaliers.
El 7 de enero fue cortado por los Cleveland Cavaliers convirtiéndose así en agente libre.

## Estadísticas de su carrera en la NBA

### Temporada regular
| Año     | Equipo     | PJ  | PT | MPP  | %TC  | %3P  | %TL  | RPP | APP | ROB | TPP | PPP  |
| ------- | ---------- | --- | -- | ---- | ---- | ---- | ---- | --- | --- | --- | --- | ---- |
| 2009-10 | Indiana    | 56  | 2  | 15.4 | .410 | .345 | .800 | 1.6 | 1.9 | .6  | .1  | 7.3  |
| 2010-11 | Indiana    | 50  | 0  | 15.9 | .356 | .275 | .667 | 1.4 | 2.2 | .6  | .0  | 6.5  |
| 2011-12 | Indiana    | 44  | 1  | 12.9 | .339 | .295 | .800 | 1.4 | 2.0 | .5  | .0  | 3.9  |
| 2012-13 | Washington | 57  | 22 | 22.4 | .390 | .350 | .790 | 2.0 | 3.6 | .6  | .1  | 7.7  |
| 2013-14 | Minnesota  | 28  | 0  | 3.5  | .413 | .273 | .000 | .4  | .5  | .0  | .0  | 1.6  |
| 2014-15 | Indiana    | 10  | 0  | 19.3 | .438 | .385 | .667 | 1.4 | 2.7 | .4  | .0  | 10.5 |
| 2014-15 | Cleveland  | 11  | 0  | 7.9  | .265 | .000 | .667 | 1.4 | 1.2 | .3  | .0  | 2.0  |
| 2014-15 | Phoenix    | 5   | 0  | 8.8  | .214 | .000 | .000 | .6  | 1.2 | .0  | .0  | 1.2  |
| Total   | Total      | 261 | 25 | 15.1 | .380 | .316 | .742 | 1.4 | 2.2 | .5  | .0  | 5.8  |

### Playoffs
| Año   | Equipo  | PJ | PT | MPP  | %TC  | %3P  | %TL  | RPP | APP | ROB | TPP | PPP |
| ----- | ------- | -- | -- | ---- | ---- | ---- | ---- | --- | --- | --- | --- | --- |
| 2011  | Indiana | 5  | 0  | 16.0 | .371 | .438 | .900 | 1.4 | 1.2 | .6  | .0  | 8.4 |
| 2012  | Indiana | 4  | 0  | 1.8  | .500 | .000 | .000 | .5  | .3  | .0  | .0  | .5  |
| Total | Total   | 9  | 0  | 9.6  | .378 | .438 | .900 | 1.0 | .8  | .3  | .0  | 4.9 |